# Esqui alpino nos Jogos Olímpicos de Inverno de 1936
O esqui alpino estreou como modalidade olímpica nos Jogos Olímpicos de Inverno de 1936 com dois eventos, um masculino e outro feminino. A competição feminina realizou-se nos dias 7 (downhill) e 8 de fevereiro (slalom), e a masculina em 7 (downhill) e 9 de fevereiro (slalom).

## Medalhistas
Masculino
| Evento             | Ouro                     | Prata                          | Bronze                  |
| ------------------ | ------------------------ | ------------------------------ | ----------------------- |
| Combinado detalhes | Franz Pfnür GER Alemanha | Gustav Lantschner GER Alemanha | Émile Allais FRA França |

Feminino
| Evento             | Ouro                       | Prata                        | Bronze                         |
| ------------------ | -------------------------- | ---------------------------- | ------------------------------ |
| Combinado detalhes | Christl Cranz GER Alemanha | Käthe Grasegger GER Alemanha | Laila Schou Nilsen NOR Noruega |

## Quadro de medalhas
| Ordem | País         | Medalha de ouro | Medalha de prata | Medalha de bronze |   |
| ----- | ------------ | --------------- | ---------------- | ----------------- | - |
| 1     | GER Alemanha | 2               | 2                |                   | 4 |
| 2     | FRA França   |                 |                  | 1                 | 1 |
| 2     | NOR Noruega  |                 |                  | 1                 | 1 |
| TOTAL | TOTAL        | 2               | 2                | 2                 | 6 |

## Países participantes

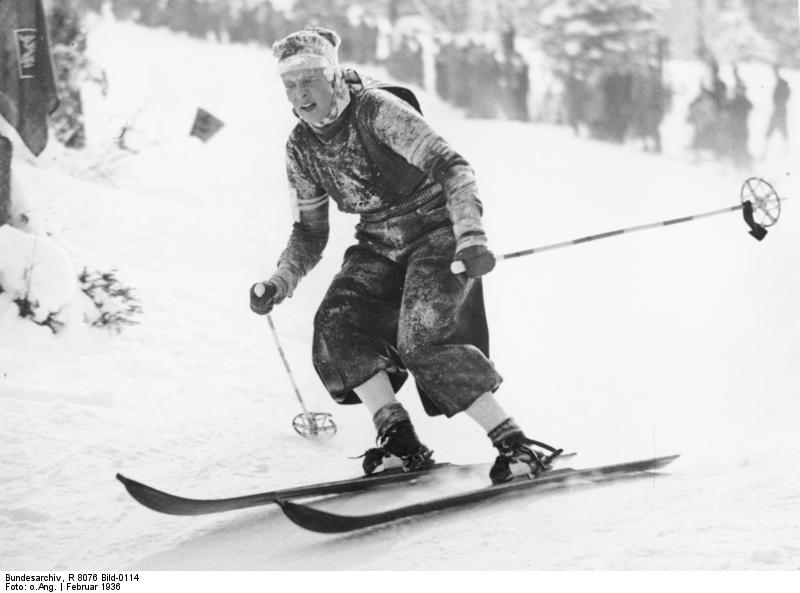
Jeanette Kessler representou a Grã-Bretanha.

Oito países enviaram representantes tanto no masculino quanto no feminino. Áustria, Espanha, Estônia, Países Baixos e Suíça estiveram representados apenas no feminino.
Um total de 103 esquiadores (66 homens e 37 mulheres) de 26 países competiram na modalidade:
| - AUT Áustria (4) (homens:0 mulheres:4) - BEL Bélgica (4) (homens:4 mulheres:0) - BUL Bulgária (3) (homens:3 mulheres:0) - CAN Canadá (7) (homens:3 mulheres:4) - ESP Espanha (2) (homens:0 mulheres:2) - EST Estônia (1) (homens:0 mulheres:1) - FRA França (3) (homens:3 mulheres:0) - GBR Grã-Bretanha (8) (homens:4 mulheres:4) - GER Alemanha (8) (homens:4 mulheres:4) - GRE Grécia (1) (homens:1 mulheres:0) - HUN Hungria (4) (homens:4 mulheres:0) - ITA Itália (8) (homens:4 mulheres:4) - JPN Japão (3) (homens:3 mulheres:0) |  | - LAT Letônia (3) (homens:2 mulheres:1) - LIE Liechtenstein (2) (homens:2 mulheres:0) - LUX Luxemburgo (1) (homens:1 mulheres:0) - NED Países Baixos (1) (homens:0 mulheres:1) - NOR Noruega (7) (homens:4 mulheres:3) - POL Polônia (3) (homens:3 mulheres:0) - ROU Romênia (4) (homens:4 mulheres:0) - SUI Suíça (2) (homens:0 mulheres:2) - SWE Suécia (1) (homens:1 mulheres:0) - TCH Checoslováquia (7) (homens:4 mulheres:3) - TUR Turquia (4) (homens:4 mulheres:0) - USA Estados Unidos (8) (homens:4 mulheres:4) - YUG Iugoslávia (4) (homens:4 mulheres:0) |